# Wikipedia in finlandese
La Wikipedia in finlandese (Suomenkielinen Wikipedia), spesso abbreviata in fi.wikipedia, fi.wiki o fi-wiki è l'edizione in lingua finlandese dell'enciclopedia online Wikipedia. Questa edizione ebbe inizio ufficialmente nel 2002.

## Statistiche
La Wikipedia in finlandese ha 600 480 voci, 1 548 187 pagine, 609 640 utenti registrati di cui 1 338 attivi, 35 amministratori e una "profondità" (depth) di 38 (al 17 agosto 2025).
È la 27ª Wikipedia per numero di voci ma, come "profondità", è la 38ª fra quelle con più di 100.000 voci (al 14 ottobre 2024).

## Cronologia
- settembre 2002 — supera le 1000 voci
- 14 ottobre 2004 — supera le 10.000 voci
- 20 febbraio 2006 — supera le 50.000 voci
- 11 febbraio 2007 — supera le 100.000 voci
- 4 febbraio 2008 — supera le 150.000 voci ed è la 14ª Wikipedia per numero di voci
- 12 aprile 2009 — supera le 200.000 voci ed è la 14ª Wikipedia per numero di voci
- 26 giugno 2012 — supera le 300.000 voci ed è la 17ª Wikipedia per numero di voci
- 29 agosto 2016 — supera le 400.000 voci ed è la 22ª Wikipedia per numero di voci
- 28 dicembre 2020 — supera le 500.000 voci ed è la 25ª Wikipedia per numero di voci
- 11 agosto 2025 — supera le 600.000 voci ed è la 27ª Wikipedia per numero di voci